# Child Star
Child Star (Brasil: Estrela Mirim ) é um documentário americano de 2024 dirigido pela cantora americana Demi Lovato e pela diretora de fotografia americana Nicola Marsh. O filme centra-se no assunto das tribulações de experimentar o estrelato infantil, a fama e o trabalho na indústria do entretenimento em tenra idade. É estrelado por Lovato, Drew Barrymore, JoJo Siwa, Raven-Symoné, Christina Ricci, Kenan Thompson e Alyson Stoner. O filme foi promovido pelo lançamento do single "You'll Be OK, Kid", interpretado por Lovato.

## Enredo
Child Star começa com um grupo de crianças que respondem a perguntas sobre suas aspirações, o significado da fama e como estar diante das câmeras as faz sentir. O filme investiga o contexto histórico e a importância econômica do estrelato infantil nos Estados Unidos, desde o ator de cinema mudo Jackie Coogan até Shirley Temple. O filme entrelaça esse contexto histórico com discussões entre Lovato e outros ex-artistas mirins, incluindo Drew Barrymore, JoJo Siwa, Raven-Symoné, Christina Ricci, Alyson Stoner e Kenan Thompson, sobre suas jornadas pessoais e experiências com a fama quando crianças. Chris Columbus, que produziu Home Alone e os dois primeiros filmes de Harry Potter, também participa do filme compartilhando detalhes sobre os elencos e o impacto que a fama tem na vida de jovens atores. Ao longo de Child Star, Lovato também compartilha suas próprias experiências de vida como ex-atriz mirim em Barney & Friends e como cantora e atriz no Disney Channel. O filme apresenta conversas de Lovato com sua família, incluindo a irmã Madison De La Garza, que estrelou Desperate Housewives. Perto do final do filme, Lovato se encontra com aspirantes a atores mirins que lhe fazem perguntas pessoais. O filme termina com sessões dela no estúdio escrevendo e gravando "You'll Be OK, Kid".

## Produção
A produção de Child Star, a estreia de Demi Lovato na direção, foi anunciada para março de 2023. Em uma entrevista à revista Billboard em dezembro de 2023, Demi Lovato expressou sua empolgação com o projeto e declarou: "Estou tendo conversas profundas e significativas com pessoas que obviamente eram estrelas mirins anteriormente". Em 31 de julho de 2024, o The Hollywood Reporter revelou a data de lançamento do documentário, 17 de setembro, e os ex-atores mirins que apareceriam, incluindo Drew Barrymore, Kenan Thompson, Christina Ricci, Raven-Symoné, JoJo Siwa e a colega de elenco de Lovato em Camp Rock, Alyson Stoner. Foi produzido executivo por Marsh, Scooter Braun, Scott Manson, Jen McDaniels e James Shin, enquanto Glenn Stickley atuou como coprodutor executivo.

## Divulgação
O trailer oficial do documentário foi lançado em 5 de setembro de 2024. Para promover Child Star, Lovato lançou o single "You'll Be OK, Kid" em 13 de setembro de 2024, pela Island Records. A música foi escrita e gravada exclusivamente para o filme. Durante uma entrevista ao Good Morning America em 18 de setembro de 2024, Lovato disse que sua motivação por trás do filme é explorar "por que as pessoas entram na indústria tão jovens" e "como isso nos afeta", além de compartilhar a história de estrelas mirins "que remonta a Shirley Temple e Jackie Coogan". Lovato também compartilhou que a dissociação era um ponto comum entre todas as estrelas mirins, pois havia "pedaços de tempo, memórias e projetos nos quais não nos lembramos de ter trabalhado, o que era realmente fascinante para mim".